# 이토 유지
이토 유지(일본어: 伊藤 裕二, 1965년 5월 20일 ~ )는 일본의 전 축구 선수이다.

## 구단 경력
1984년 일본 사커 리그의 얀마 디젤에 입단했다. 1992년 J1리그의 나고야 그램퍼스 에이트로 이적했다. 1999년까지 182경기에 출전. 2000년 J2리그의 쇼난 벨마레로 이적했다. 2002년후 현역 은퇴.